# Anelaphus michelbacheri
Anelaphus michelbacheri es una especie de escarabajo longicornio del género Anelaphus, categorizada en la tribu Elaphidiini, de la subfamilia Cerambycinae. Fue descrita por Linsley en 1942.

## Descripción
Mide 10,5 mm de longitud.

## Distribución
Se distribuye por México.